# Chetogaster auriceps
Chetogaster auriceps là một loài ruồi trong họ Tachinidae.